# 四川新网银行
四川新网银行股份有限公司（简称四川新网银行，缩写：XWBank）成立于2016年12月，是中华人民共和国境内第三家、中国中西部地区首家成立的互联网银行。

## 历史沿革
- 2016年6月7日，经中国银监会批准[3]，四川希望银行正式筹建。
- 2016年12月27日，在首次股东大会上宣布更名为四川新网银行。
- 2016年12月28日，经四川银监局批准[4]，四川新网银行正式对外营业，注册资本为30亿元人民币。